# Eric Idle
Eric Idle (29. ožujka 1943.), britanski komičar, glumac i pisac, član nekadašnje komičarske grupe Monty Python.

## Životopis

### Mladost
Idle je rođen u gradu South Shields (okrug Tyne and Wear u sjevernoj Engleskoj).  Otac mu je bio pilot u Royal Air Force, a ubrzo nakon rata je poginuo u prometnoj nesreći.  Majka ga je sama odgajala, a u dobi od sedam godina upisala ga je u internat Royal Wolverhampton koji je u to doba bio škola za djecu pokojnih vojnika održavana dobrovoljnim prihodima.  U knjizi The Pythons' Autobiography By The Pythons Idle je svoj boravak tamo opisao kao odrastanje u gruboj i neugodnoj okolini. Bio je odličan učenik i uspio je upisati Cambridge.
Na Cambridgeu je pohađao Pembroke College gdje je studirao engleski.  Bio je član, a jedno vrijeme i predsjednik, studentskog kazališnog kluba Footlights.  U klubu su također bili John Cleese i Graham Chapman, budući članovi Monty Pythona. Prije Letećeg cirkusa, Idle je radio na humorističnoj seriji Do Not Adjust Your Set zajedno s Terryjem Jonesom i Michealom Palinom.

### Monty Python
Za razliku od ostalih članova, koji su uglavnom pisali u paru (Cleese – Chapman; Palin - Jones), Idle je uglavnom radio sam.  Uz skečeve, posebno se isticao pisanjem pjesma; neke o najpoznatijih pjesma su The Philosophers' Song, Galaxy Song (iz filma Smisao života Montyja Pythona ) i popularna Always Look on the Bright Side of Life (iz filma Brianov život).  Bio je i urednik raznih knjiga o grupi.

### Nakon Pythona
Sredinom sedamdesetih kad je grupa prestala raditi na Letećem cirkusu, Idle je kao i drugi članovi počeo samostalnu karijeru. Prvi značajniji projekt bio mu je kreiranje benda The Rutles, parodije Beatlesa, zajedno s Neilom Innesom, suradnikom Monty Pythona.  O bendu su snimili lažni dokumentarac All You Need is Cash.
Sudjelovao je u još u raznim projektima, različito uspješnima kod publike i kritike.  Film Burn Hollywood Burn u kojemu je igrao glavnu ulogu dobio je izuzetno loše kritike i pet Zlatnih malina.  S autorima South Parka radio je na njihovom prvom filmu South Park: Bigger, Longer and Uncut; pojavio se i u Simpsonima (kao jedini član Monty Pythona), glumio je u američkoj humorističnoj seriji Suddenly Susan.  Napisao je nekoliko knjiga, a nastavio je pisati i izvoditi pjesme.   2005. napravio je uspješni kazališni mjuzikl Monty Python's Spamalot baziran na filmu Monty Python i Sveti Gral.

## Knjige
- Hello, Sailor, roman, 1975.  ISBN 0-297-76929-4
- The Rutland Dirty Weekend Book, 1976.  ISBN 0-413-36570-0
- Pass the Butler, scenarij, 1982.  ISBN 0-413-49990-1
- The Quite Remarkable Adventures of the Owl and the Pussycat, knjiga za djecu, 1996.  ISBN 0-7871-1042-6
- The Road to Mars, roman, 1998.  ISBN 075222414X i ISBN 0-375-70312-8
- Eric Idle Exploits Monty Python Souvenir Program, Green street Press (U.S.), 2000.
- The Greedy Bastard Tour Souvenir Program, Green street Press (U.S.), 2003.
- The Greedy Bastard Diary: A Comic Tour of America, 2005.  ISBN 0-06-075864-3

## Filmovi
- Monty Python i Sveti Gral (1975.)
- The Rutles (1978.)
- Brianov život (1979.)
- Smisao života Montyja Pythona (1983.)
- Around The World In 80 Days (1989.)
- Nuns on the Run (1990.)
- Mom and Dad Save the World (1992.)
- Splitting Heirs (1993.)
- Casper (1995.)

## Vanjske poveznice
- PythOnline
- Eric Idle - BBC Guide to Comedy
- Eric Idle - Comedy Zone
- Eric Idle u internetskoj bazi filmova IMDb-u (engl.)